# Stenalia lindbergi
Stenalia lindbergi es una especie de coleóptero de la familia Mordellidae.

## Distribución geográfica
Habita en Chipre.